# Doxing
Doxing, doxning eller doxxing (från dox, plural av doc, förkortning av engelska document) är metoden att med hjälp av internet leta reda på och publicera privat eller känslig personlig information om en individ eller en organisation.
De metoder som används för att få tag på denna information omfattar bland annat att söka allmänt tillgängliga databaser och sociala medier (som Facebook), dataintrång och social manipulation. Doxing är nära relaterad till internetvigilantism och hacktivism, men också hämndporr och nätstalkning.
Doxing kan ske av olika skäl, till exempel brottsbekämpning, analys av andra företag, utpressning, tvång, trakasserier, förödmjukelse eller vigilanterättvisa.

## Etymologi
Doxing är ett nyord vars betydelse har utvecklats under dess korta existens. Det kommer från en alternativ stavning av engelskans docs (en förkortning av documents, "dokument").

## Betydelse och bakgrund
Doxing syftar på "att samla och publicera en mapp med personlig information om någon". Det går ut på att öppet avslöja fakta om en person som tidigare varit privat eller svår att få tag på.
Begreppet "att doxa" kommer från slangtermen "släppa dokument", som, enligt Wired-journalisten Mat Honan, var "en gammal hämndteknik som kom från 1990-talets hackerkultur". Hackers som arbetade utanför lagens råmärken under den perioden bröt mot sina opponenters anonymitet.
Eftersom doxing ofta förknippas med hämnd som motiv för att bryta mot andras anonymitet, har ordet fått en negativ bibetydelse.

## Möjliga konsekvenser för den drabbade
En person som har doxats riskerar att drabbas av trakasserier såsom förföljelse, falska prenumerationer eller beställningar, eller "swatting" (att falskeligen tipsa polisen om att offret begår brott, vilket gör att polisen besöker offret i vederbörandes hem eller arbetsplats). Det kan även få juridiska följder.
Den som doxar någon kan även vilja ta reda på fakta om en person utan planer på att offentliggöra den. Istället kan syftet vara att bryta sig in i offrets internetkonton eller att ta över deras konton på sociala medier.

## Vanliga tekniker
Hackers, polisen och amatördetektiver kan skörda information från internet om individer. Det finns ingen standardteknik för att doxa, vilket betyder att en hackare kan söka efter vilken sorts information som helst som är knuten till offret.
En enkel webbsökning kan ge resultat. Sociala medieplattformar såsom Facebook, Twitter, Tumblr och Linkedin kan innehålla rikliga mängder personlig information, eftersom många användare publicerar många detaljer om sig själva (till exempel delar sina bilder, arbetsplats, telefonnummer och e-postadress), med låga säkerhetsnivåer. Det är också möjligt att söka reda på en persons namn och hemadress baserat på ett mobiltelefonnummer, genom särskilda webbplatser. Social manipulering används ibland för att få reda på ytterligare information från myndigheter och telefonbolag.
Utöver dessa tekniker kan en hacker använda sökningar baserat på domännamn och bestämma offrets position baserat offrets IP-adress.

## Doxing utförd av journalister
Etiken i att journalister doxar, med argumentet att det är i allmänhetens intresse, är omdiskuterad. Flera författare har hävdat att journalister som doxar bildar en gråzon mellan journalistikens mål att publicera information som är i allmänhetens intresse, och att publicera information om individers privatliv mot deras uttryckliga vilja.